# 奥萨·雅各布松
奥萨·雅各布松（瑞典語：Åsa Jakobsson，1966年6月2日—），瑞典女子足球运动员。她曾代表瑞典国家队参加1995年国际足联女子世界杯和1996年夏季奥林匹克运动会，均未进入前三名。